# Tribù di Atene
Nell'antica Atene il termine tribù (in greco antico: φυλή?, phylé) o, non tradotto, phyle, indicava un raggruppamento sociale di carattere antropologico che più tardi ebbe un carattere politico.

## Contesto storico
Nella Grecia pre-classica, ogni tribù era divisa in fratrie, in genere tre fratrie. Le fratrie erano divise in gruppi parentelari più piccoli, clan detti ghenos (in greco antico: γένος?; al plurale γένη). A livello inferiore, il gruppo parentelare di base della società dell'antica Grecia era la famiglia (οἶκος).

## Le tribù della riforma di Clistene
Più tardi il vocabolo "tribù" indicò un raggruppamento con valenza politica. Dopo la riforma costituzionale di Clistene (508 a.C.), i cittadini di Atene furono divisi in 10 tribù territoriali, denominate con termini ispirati a dieci eroi ateniesi: I: Eretteide; II: Egeide; III: Pandionide; IV: Leontide; V: Acamantide; VI: Eneide (od Oineide); VII: Cecropide; VIII: Ippotontide; IX: Aiantide; X: Antiochide. Ciascuna tribù era costituita da tre trittie cioè tre distrtti territoriali di Pianura (Pedias), Montagna (Upercria) e Costa (Paralia) per un totale di 30 distretti a loro volta suddivisi in Demi. 
Sulle tribù territoriali erano fondate sia la struttura dell'esercito ateniese che la scelta dei magistrati, infatti a capo delle tribù vi erano dieci strateghi. La stessa Boulé era formata dalle rappresentanze delle tribù, che si alternavano alla presidenza. L'indicazione della tribù era essenziale nei prescritti dei decreti. Il nome delle tribù compariva in molti tipi di iscrizioni (dediche, onoranze, ecc.) tra cui quelle dei coreghi, relative alle vittorie nelle gare che si svolgevano durante le grandi feste religiose e in cui spesso si concorreva per tribù.

## Modifiche alle tribù clisteniche
Nel 307/306 a.C. il sistema fu riorganizzato creando le due tribù macedoni (Antigonide e Demetriade) e portando la Boulé da 500 a 600 membri. Con la creazione della Tolemaide nel 224/223 a.C. il numero delle tribù fu elevato a 13 e la Boulé a 650 membri.
Nel 201/200 a.C. le due tribù macedoni sono dissolte e i villaggi ad esse associate ritornano nelle tribù originarie; inoltre viene creata nella primavera 200 a.C. la tribù Attalide; di conseguenza abbiamo di nuovo 12 tribù e 600 membri della Boulé.
L'ultima modifica del sistema risale al 126/127 con la creazione dell'Adrianide e la riduzione dei pritanei da 50 a 40.